# Пјан ди Лењаме (Витербо)
Пјан ди Лењаме је насеље у Италији у округу Витербо, региону Лацио.
Према процени из 2011. у насељу је живело 50 становника. Насеље се налази на надморској висини од 447 м.